# Iolanda Balaș
Iolanda Balaș, romunska atletinja, * 12. december 1936, Timișoara, Romunija, † 11. marec 2016, Bukarešta.
Iolanda Balaș je v svoji karieri nastopila na poletnih olimpijskih igrah v letih 1956 v Melbournu, 1960 v Rimu in 1964 v Tokiu. V letih 1960 in 1964 je osvojila naslov olimpijske prvakinje v skoku v višino, leta 1956 pa je bila peta. Na evropskih prvenstvih je osvojila naslova prvakinje v letih 1958 in 1962 ter podprvakinje leta 1954. Med letoma 1956 in 1961 je štirinajstkrat postavila nov svetovni rekord v skoku v višino, zadnjič 16. julija 1961 z 1,91 m. Veljal je do septembra 1971, ko ga je izboljšala Ilona Gusenbauer.
Leta 2012 je bila sprejeta v novoustanovljeni Mednarodni atletski hram slavnih, kot ena izmed prvih štiriindvajsetih atletov.